# Humphry Davy
Sir Humphry Davy (Penzance, 17 dicembre 1778 – Ginevra, 29 maggio 1829) è stato un chimico, fisico e divulgatore scientifico britannico.

## Biografia

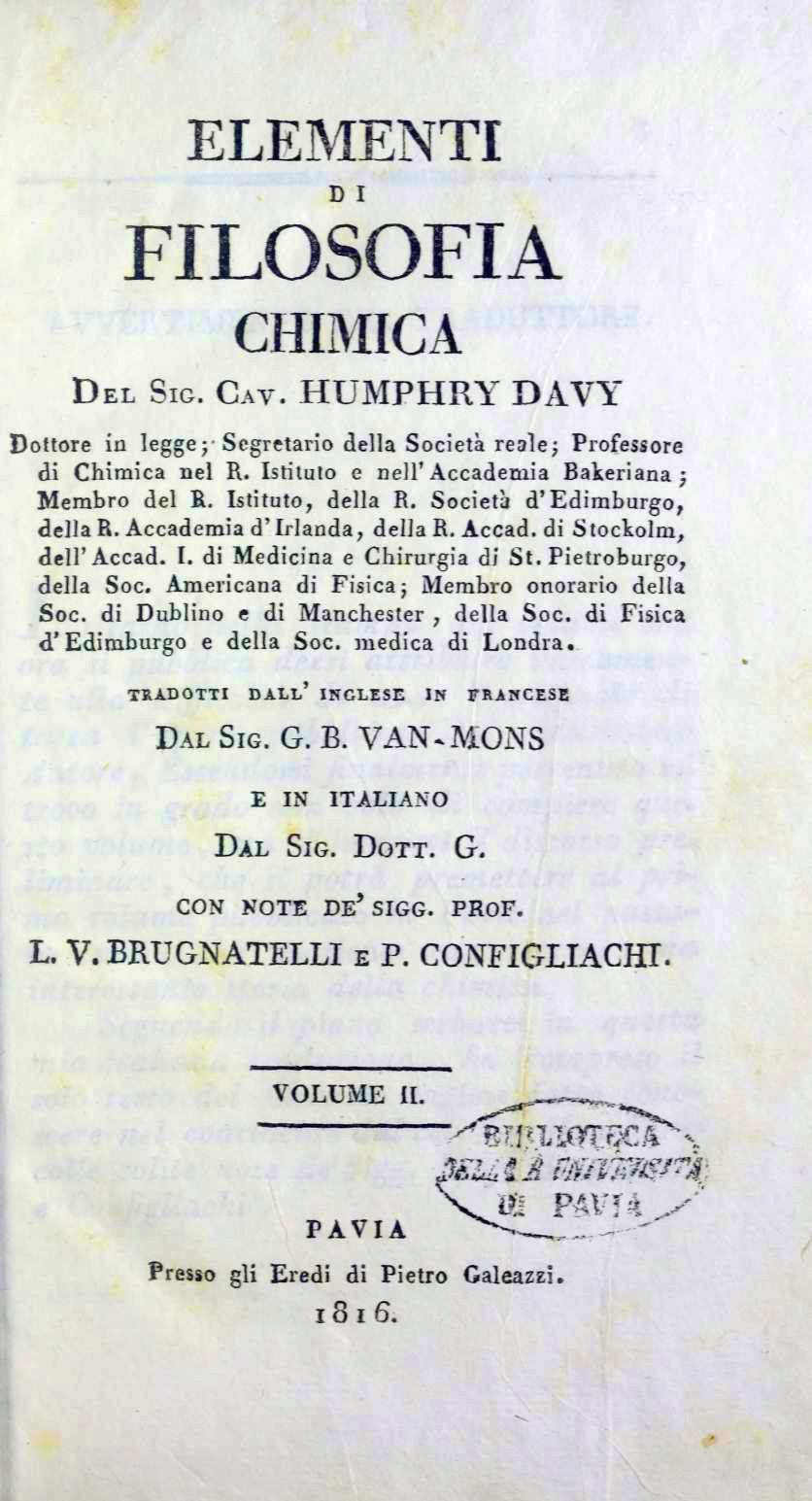
Elementi di filosofia chimica, 1816

Maggiore dei cinque figli di un intagliatore, da bambino frequentò la locale grammar school; a 16 anni lavorò come apprendista da un farmacista, dove cominciò ad appassionarsi alla chimica di Lavoisier, Newton e Boyle.
A 18 anni scrisse il primo compendio sui suoi esperimenti, attirando l'attenzione del professor Thomas Beddoes, che lo invitò a lavorare nel suo laboratorio universitario di Bristol. In quel periodo conobbe e strinse amicizia col poeta Coleridge.
Davy diventò celebre in quanto, oltre che uno scienziato produttivo, era anche un abilissimo conferenziere scientifico sempre più acclamato. Condusse esperimenti sull'azione fisiologica di alcuni gas, tra cui il gas esilarante (ossido di azoto), sostanza cui era assuefatto, e di cui diceva che dava tutti i benefici dell'alcool, senza i difetti. Davy, in seguito ebbe la vista danneggiata da un incidente di laboratorio con il tricloruro di azoto. Nel 1801 fu nominato professore alla neonata Royal Institution di Gran Bretagna e membro della Royal Society, di cui in seguito divenne presidente.
Nel 1800 Alessandro Volta presentò la propria pila elettrica, precursore delle moderne batterie. Davy usò la propria batteria per separare sali attraverso quella che oggi viene chiamata elettrolisi. Con un certo numero di batterie in serie, Davy fu in grado di isolare per primo gli elementi di potassio e sodio nel 1807 e calcio, stronzio, bario, magnesio e boro nel 1808. Studiò anche le energie coinvolte nella separazione di questi sali, diventando uno dei padri dell'elettrochimica moderna.
Nel 1812 fu nominato cavaliere, diede una lezione d'addio alla Royal Institution e sposò una ricca vedova, Jane Apreece. Nell'ottobre 1813 egli e sua moglie, accompagnati da Michael Faraday come assistente scientifico (nonché valletto di corte), viaggiarono in Francia per ritirare una medaglia di cui Napoleone Bonaparte, seppur in guerra con gli inglesi, lo aveva insignito per la qualità del suo lavoro nel campo elettrochimico. Mentre erano a Parigi, Gay-Lussac e Ampère chiesero a Davy di studiare una strana sostanza, ritrovata da Barnard Courtois; Davy provò che si trattava di un nuovo elemento, oggi chiamato iodio. In dicembre ripartirono verso sud e attraversarono Montpellier e Nizza, per poi raggiungere l'Italia.
Dopo aver visitato Genova, arrivarono a Firenze; qui Davy e Faraday fecero uso dei raggi del sole per provare che il diamante è composto di carbonio puro e dunque può prendere fuoco. Il viaggio di Davy proseguì a Roma, Napoli e sul Vesuvio.
Il 17 giugno Davy e Faraday erano a Milano, dove incontrarono Alessandro Volta, e continuarono il viaggio a nord verso Ginevra. Tornarono poi in Italia dopo aver visitato Monaco di Baviera e Innsbruck, passarono a Venezia e tornarono a Roma. I loro piani di recarsi poi in Grecia e a Costantinopoli furono abbandonati quando Napoleone fuggì dall'isola d'Elba; da Roma tornarono poi in Inghilterra nel 1815.
Davy proseguì nella invenzione della "lampada di Davy", della quale non volle registrare il brevetto, il cui utilizzo era soprattutto a vantaggio della sicurezza dei minatori. Anche l'ingegnere George Stephenson, lo stesso anno, inventò una lampada simile, la "Geordie lamp".
Davy fu capace di dimostrare che l'ossigeno non si può ottenere dall'acido muriatico e provò l'esistenza di un altro elemento, che chiamò cloro (lo scopritore del cloro era stato Carl Scheele trentasei anni prima). La scoperta sconvolse il lavoro di Lavoisier, che aveva definito gli acidi come composti dell'ossigeno.
Nel 1815 Davy propose l'idea che gli acidi fossero sostanze contenenti ioni sostituibili di idrogeno – idrogeni che potevano essere interamente o parzialmente sostituiti da metalli - ipotizzando che, quando tali acidi reagiscono con i metalli, si formano i sali. Sempre in queste ipotesi, le basi sarebbero sostanze che, reagendo con gli acidi, formano sali e acqua. Le definizioni furono utili e trovarono ampio consenso per buona parte del XIX secolo, prima che fosse pubblicata la teoria di Brønsted-Lowry.
Nel 1818 fu nominato baronetto.
Nel 1824 propose di installare lastre di rame per la protezione della parte immersa delle navi contro il fouling. Il rame costituisce un veleno per la vegetazione marina che cresce sulle chiglie delle navi, ritardandone la velocità. Commise un errore: fissò le lastre di rame con dei chiodi di ferro e la corrosione galvanica tra ferro e rame (il rame è più nobile ed accelera la corrosione del ferro, tra l'altro favorita dall'alto rapporto di superfici rame/ferro) consumò rapidamente i chiodi e le lastre di rame andarono perdute. Solo successivamente il problema fu risolto con l'uso di chiodi in bronzo.
Davy morì nel febbraio del 1829 a Ginevra, in Svizzera, principalmente a causa di un collasso respiratorio: il suo apparato respiratorio, infatti, era seriamente danneggiato da anni di inalazioni chimiche. Tuttavia, Davy fu anche vittima di due ictus e pare che il secondo sia stato letale. In Ogni cosa a suo posto, Oliver Sacks fa riferimento proprio a questa serie di eventi, mettendo in rilievo una delle ultime note di Davy: "Sto morendo per un grave attacco di paralisi, che ha colpito tutto il mio corpo, con l'eccezione dell'organo dell'intelletto [...] Benedico Dio per essere stato in grado di portare a compimento le mie fatiche intellettuali". Il suo assistente di laboratorio Michael Faraday continuò il suo lavoro, tanto da diventare più famoso e influente del maestro: già Davy rivendicava Faraday come la sua più grande scoperta. Comunque, Davy aveva accusato più volte il suo allievo di plagio, portando Faraday a chiudere le ricerche sull'elettromagnetismo fino alla morte del suo mentore.
È sepolto a Ginevra nel cimitero di Plainpalais.

## La statua di Davy
Nella natìa Penzance è stata eretta una statua dedicata a Sir Humphry Davy in Market Jew Street, una delle principali arterie cittadine. Sul plinto, una placca reca scritto in inglese:

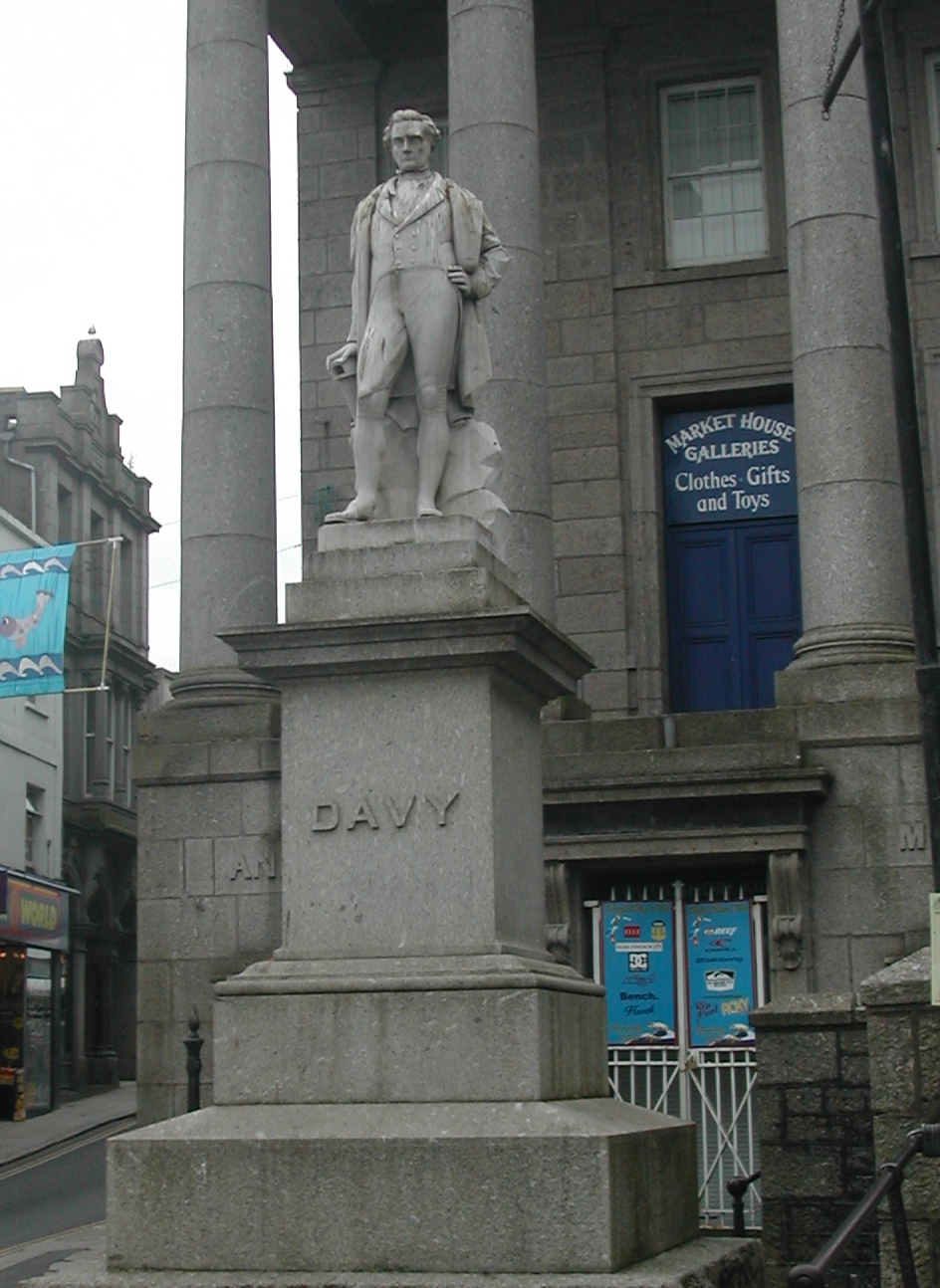
Statua di Sir Humphry Davy in Market Jew Street, Penzance, Cornovaglia, Regno Unito

## Influenza sui media
Davy ha ispirato la figura del professor Waldman, personaggio immaginario del romanzo Frankenstein di Mary Shelley.
Il suo nome è anche citato nel celebre romanzo di Jules Verne Viaggio al centro della Terra: quando Axel, il giovane protagonista narratore, tenta di dimostrare l'aumento di temperatura ogni 100 metri, il professor Lidenbrock respinge tali considerazioni, fiducioso nelle teorie di Humphry Davy, che non credeva all'idea del calore centrale.

## Opere
- Humphry Davy, Elementi di chimica rurale, a cura di Nicola Columella Onorati, traduzione di Antonio Targioni Tozzetti, vol. 1, Napoli, Giovanni de Bonis, 1815.
- Elementi di filosofia chimica, Pavia, eredi Pietro Galeazzi, 1816.
- Historical view of the progress of chemistry, Pavia, eredi Pietro Galeazzi, 1816.
- (FR) Elements of agricultural chemistry in a course of lectures, vol. 1, Paris, Ladrange, 1819.
  - (FR) Elements of agricultural chemistry in a course of lectures, vol. 2, Paris, Ladrange, 1819.